# 饒津神社
饒津神社（にぎつじんじゃ）は、広島県広島市東区にある神社である。江戸時代後期から明治時代初期に流行した、藩祖を祀った神社のひとつである。

## 概要
旧社格は旧県社。主祭神は、浅野長政、幸長、長晟。相殿神として、長政室の末津姫（やや）。地元では「にぎつさん」と呼ばれている。
1706年（宝永3年）広島藩主浅野綱長により、広島城鬼門の方角に浅野長政の位牌堂を建立したのが始まりである。1810年（文化7年）浅野重晟・斉賢父子が、新たな位牌堂を建立した。1835年（天保6年）浅野斉粛が祖先追悼のため現在地に社殿を建立し、二葉御社と称した。1873年（明治6年）饒津神社と改称した。その後、境内の東から東照宮参道に至る区域が「饒津公園」として整備された（現在の鶴羽根神社境内を含む）。
1945年（昭和20年）広島原爆の爆風により本殿や唐門が瞬く間に破壊され、直後に本殿より出火、他の建物も類焼した。この時、石灯籠、手水桶などの石造物が残るだけ、樹木は十数本の松の木を残すのみという甚大な被害を受けた。また、境内の楠の大樹は、トンネルのようになって県道に覆いかぶさった状態になった。また原爆で傷つき市中心部から逃れてきた多数の被爆者の避難所となったが、人々の多くはこの境内で落命した。被爆後、京橋川を渡ってこの神社近くに避難し野宿した原民喜は、戦後発表した小説「夏の花」において、被爆当日の夜の状況を描写している。
戦後、仮殿、本殿が再建された。1984年（昭和59年）6月、本殿、拝殿、瑞垣が戦前の姿に復元された。2000年（平成12年）唐門も再建され（大きさは全国2位）、2005年（平成17年）唐門の前に木製の鳥居が再建された。
境内に稲荷神社（祭神：宇迦之御魂命）が末社として祀っている。

## アクセス
- 広島駅新幹線口（北口）から西へ徒歩15分
- 「饒津（にぎつ）」バス停より徒歩1分[1]
  - 5号線（広電バス[2]）：広電曙営業所前・広島駅新幹線口方面 - 饒津 - 牛田南・牛田早稲田団地方面
  - 32号線（広島交通 深川線[3]・JRバス中国 雲芸南線[4]）：広島駅方面 - 饒津（にぎつ） - 東区スポーツセンター入口・不動院方面